# سن-مارتیر-کانادین، کبک
سَن-مَرتیر-کانادیَن (به فرانسوی: Saints-Martyrs-Canadiens) قصبه‌ای در منطقه شهری آرتاباسکا ناحیه سانتر-دو-کبک در استان کبک کانادا است. در سرشماری سال ۲۰۱۱ این قصبه ۲۳۷ نفر جمعیت داشته‌است و مساحت آن ۱۰۹٫۳۷ کیلومتر مربع است.